# Marc Gremm

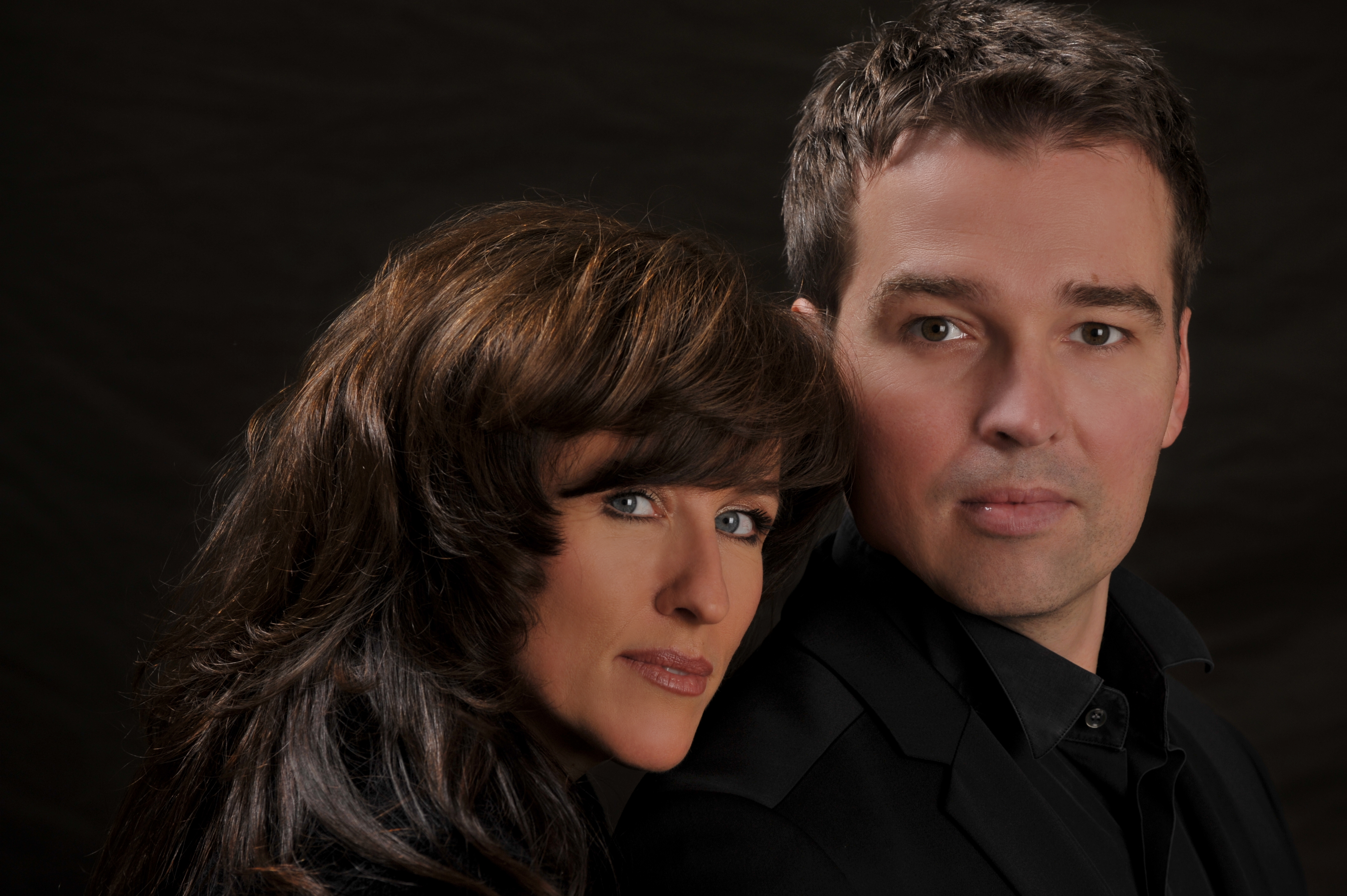
Marc Gremm mit Janet Chvatal

Marc Steffen Gremm (* 21. Juli 1971 in Kirchheim unter Teck) ist ein deutscher Bariton und Produzent. Er wurde durch die Rolle des Grafen Dürckheim und des Königs Ludwig II. im Musical Ludwig² bekannt. 2010 gründete Gremm, zusammen mit Janet Chvatal, die Firma Suite 31 Productions.

## Leben
Marc Gremm wuchs in Hochdorf in der Nähe von Kirchheim unter Teck auf. Zunächst studierte er Mathematik auf Lehramt, schulte aber nach einiger Zeit zum Musicalsänger um. Seine ersten Musical-Engagements waren in Stuttgart bei Sound of Music, The Secret Garden und in Du Bist in Ordnung Charlie Brown. 2003 wurde er für Roman Polańskis Tanz der Vampire engagiert. Im Jahr 2007 spielte er im Musical Les Misérables die Hauptrolle von Inspektor Javert. Sein erstes Operndebüt gab er 2008 in der Rolle des Toreros in Bizets Carmen. Seit 2010 produziert er Konzerte mit Sinfonie-Orchestern und tritt gemeinsam mit Janet Chvatal als „Kaiserin Sissi und König Ludwig II. von Bayern“ auf.

## Produktionen und Konzertreihen
Seit 2008 unter dem Namen Janet & Marc produzieren Chvatal und Gremm jedem Sommer die Königsgala in Bayern, wo u. a. Uwe Kröger und Pia Douwes aufgetreten sind. Gremm und Chvatal veröffentlichte mehrere CDs mit Gastsängern wie dem Tölzer Knabenchor, Kevin Tarte, Bruno Grassini und Jan Ammann. Die CDs wurden mehrmals von Musicals, Das Musicalmagazin ausgezeichnet.
Seit 2009 zusammen mit der Cannstatter Zeitung veranstaltet Gremm mit Chvatal das jährliche Adventszauber-Konzert mit Opern- und Musicalstargästen und -Orchestern in der Schwabenlandhalle Fellbach.
Von 2009 bis 2011 wurden im Schloss Neuschwanstein Janet & Marc mit der künstlerischen Leitung der Konzertreihe Königliche Abendmusik anlässlich des Geburtstages von König Ludwig II. beauftragt. Der Reinerlös kam der Kinderkrebshilfe Königswinkel zugute. Ende 2011 produzierten sie eine Tournee durch Süddeutschland mit Kathy Kelly.
2012 produzierte Janet & Marc ein Musical in Österreich, Die Legende des…liebes Rot-Flüh in Grän bei Tannheim. Das Musical feierte seine Premiere im Februar 2012. Im Dezember 2012 wurde das Musical mit dem Preis Top of the Mountains Touristic Award für „Best Event“ 2012.
2013 produzierte Janet & Marc zum ersten Mal eine Silvestergala mit Sinfonieorchester im Festspielhaus Füssen mit dem Komponisten und Dirigenten Nic Raine.
2015 erinnerten Janet & Marc beim Sommerfest der Cannstatter/Untertürkheimer Zeitung an den großen Udo Jürgens.
2016 konzipierten und produzierten Janet & Marc das erste Musical auf einem Schiff mit Szenen an Land. Der Schwanenprinz – Lebe deinen Traum, eine „Musical-Abenteuer-Reise“, feierte am 30. Juli, 2016 auf dem Forggensee in Bayern Premiere. Nach ausverkauften Vorstellungen im Premieren-Jahr wurde 2017 das Erfolgsproduktion von Chvatal und Gremm mit einem Spektakel am Wasserkraftwerk Roßhaupten neu bearbeitet.

## Diskographie
- 2016 Der Schwanenprinz – Lebe deinen Traum – Ein Musical von Janet & Marc und Nic Raine. www.derschwanenprinz.de
- 2015 Falling in Love Again – Lieblingsduette arrangiert von Nic Raine & Janet & Marc, mit dem Prager Philharmonie Orchester
- 2013 Brennende Herzen – Musicalausschnitte aus einem neuen Musical von Janet & Marc und Nic Raine
- 2012: Die Legende des „…liebes Rot-Flüh“ – Ein Musical von Janet & Marc und Nic Raine. www.rotflueh.at
- 2010: Bella Notte Riserva – Musical Highlights, arrangiert von Nic Raine. Janet Chvatal & dem Prager Philharmonie Orchester mit Jan Ammann
- 2009: Abendstern – Weihnachts-CD, arrangiert von Nic Raine. Janet Chvatal & dem Prager Philharmonie Orchester mit Jan Ammann und Kevin Tarte
- 2008: True Love – Filmklassiker, arrangiert von Nic Raine. Janet Chvatal & dem Prager Philharmonie Orchester mit Bruno Grassini, Jan Ammann und Kevin Tarte
- 2007: Bella Notte – Musical-Highlights, arrangiert von Nic Raine und Adrian Verum. mit Janet Chvatal, Bruno Grassini und dem Prager Philharmonie Orchester
- 2005: Ludwig² – BMG. Aufnahme zur Deutsche Musical Produktion. Musik von Konstantin Wecker, Christopher Francke und Nic Raine

## Auszeichnungen
- 2012: Top of the Mountains Touristic Award für “Best Event” 2012.
- 2012: Kreuz des Südens. Bayern, Deutschland[21]